# Desert Town
Desert Town (estilizado como DESERT TOWN) é o terceiro álbum da banda japonesa de rock Zi:Kill, lançado em 20 de março de 1991 pela Toshiba EMI. É o primeiro álbum da banda em uma gravadora não independente e acompanha o single "Lonely". O baterista Tetsu deixou a banda pouco depois da produção do álbum.

## Recepção
Desert Town alcançou a décima posição nas paradas da Oricon Albums Chart, permanecendo na parada por cinco semanas. Vendeu cerca de 63,710 cópias enquanto esteve na parada. O single "Lonely" chegou à 14ª posição, também ficou por cinco semanas e vendeu 40,210 cópias durante esse tempo. Além de ser o primeiro trabalho da banda a chegar no top 10 da Oricon, é o álbum mais vendido.
Analisando o álbum, a revista de música CD Journal chamou a "batida rápida" e a "melodia surpreendentemente familiar" de hábeis, e mencionou que a música da banda atrai mais do que a aparência (referindo-se ao movimento visual kei). O website Gallery of Visual Shock contou que Desert Town apresenta uma mudança em relação a musicalidade dos álbuns anteriores, abrindo novos caminhos com o single "Lonely" e a faixa "Shōnen no Uta". Ele também afirmou que "fortalece a rota de rock barulhento incorporando o mundo poético de Tusk".
Foi considerado um dos melhores álbuns de 1989 a 1998 em uma edição da revista musical Band Yarouze.

## Faixas
Os títulos são estilizados em maiúsculas.
| N.º            | Título                                                | Duração |  |
| 1.             | "Dear Junk"                                           | 2:24    |  |
| 2.             | "Round and Fate"                                      | 3:06    |  |
| 3.             | "Lonely"                                              | 6:05    |  |
| 4.             | "Desert Town"                                         | 3:11    |  |
| 5.             | "This Town Die"                                       | 3:09    |  |
| 6.             | "Shōnen no Uta" (少年の詩)                            | 5:09    |  |
| 7.             | "Night Call"                                          | 5:28    |  |
| 8.             | "Waratte Goran yo" (笑ってごらんよ)                   | 3:35    |  |
| 9.             | "Suicide ~Omoide Nante..." (SUICIDE ~想い出なんて...) | 6:24    |  |
| 10.            | "Paradise"                                            | 5:05    |  |
| Duração total: | Duração total:                                        | 43:36   |  |

## Créditos
- Tusk – vocais
- Ken – guitarra
- Seiichi – baixo
- Tetsu – bateria